# Fabien Mercadal
Fabien Mercadal (Manosque, 29 februari 1972) is een Frans voetbalcoach en voormalig voetballer.

## Carrière
Fabien Mercadal is de zoon van Jacques Mercadal, een ex-voetballer van AJ Auxerre van Corsicaanse oorsprong die later naam zou maken als jeugdtrainer. Na een weinig succesvolle spelerscarrière, die hem nooit in het betaalde voetbal bracht, werd hij in 2005 trainer van zijn ex-club Gap FC. Hij eindigt met de club achtereenvolgens negende, vierde en tweede in de Championnat de France amateur (het vierde niveau in het Franse voetbal). Na drie seizoenen stapte hij over naar tweedeklasser Amiens SC, waar hij de assistent werd van Thierry Laurey. Na diens ontslag werkte hij ook onder Laureys opvolgers Serge Romano en Ludovic Batelli. In januari 2012 werd Mercadal zes maanden geschorst voor zijn aandeel in de vechtpartij tijdens de competitiewedstrijd tegen FC Metz op 25 november 2011.
Na vier seizoenen bij Amiens werd hij in 2012 hoofdtrainer bij USL Dunkerque in de CFA. In zijn eerste seizoen loodste hij de club meteen naar de eerste plaats in zijn groep, waardoor Duinkerke in 2013 naar de Championnat National promoveerde. In die reeks eindigde hij achtereenvolgens vijfde en tweemaal zesde. Toen zijn contract in 2016 afliep, was de inmiddels met een profdiploma bekroonde Mercadal gegeerd op de trainersmarkt. Hij tekende uiteindelijk voor tweedeklasser Tours FC, waar hij in februari 2017 ontslagen werd omdat de club op dat moment laatste stond in de Ligue 2.
In de zomer van 2017 ging hij aan de slag bij Paris FC, dat de promotie sportief nipt was misgelopen maar door het faillissement van SC Bastia alsnog naar de Ligue 2 promoveerde. Mercadal nam meteen een goede start met de club uit de hoofdstad: de club verkeerde nooit in degradatiegevaar, stond tot de 32e speeldag in de top vijf en eindigde uiteindelijk achtste nadat het twintig speeldagen op een plek had gestaan die recht gaf op de promotie-eindronde. De goede resultaten met Paris FC leverden hem een transfer op naar SM Caen in de Ligue 1. Met Caen liep het echter minder goed: de club slaagde er nooit in om een plaats in de linkerkolom van het klassement te pakken en degradeerde uiteindelijk. Op het einde van het seizoen gingen trainer en club uit elkaar.
Op 19 juni 2019 ondertekende Mercadal een contract voor twee seizoenen als trainer van Cercle Brugge. Daar maakte hij een dramatische seizoensstart: na een derde van de reguliere competitie stond Cercle alleen laatste met 3 op 30 en was het in de Beker van België uitgeschakeld door amateurclub RUS Rebecquoise. Op 7 oktober 2019 werd Mercadal ontslagen.
Op 16 mei 2020 werd Mercadal aangesteld als nieuwe trainer van USL Dunkerque, dat net gepromoveerd was naar de Ligue 2. Mercadal had de club eerder al getraind van 2012 tot 2016.